# Taleporiinae
De Taleporiinae zijn een onderfamilie van vlinders in de familie van de zakjesdragers (Psychidae).

## Geslachtgroepen
- Eotaleporiini Herrich-Schäffer, 1857
- Taleporiini Sauter, 1986

## Geslachten die niet in een geslachtengroep zijn geplaatst
- Apaphristis Meyrick, 1915
- Cuphomantis Meyrick, 1935
- Iphierga Meyrick, 1893
- Sentica Walker, 1863
- Struthisca Meyrick, 1905
- Thranitica Meyrick, 1908
- Zelomora Meyrick, 1915[1]